# Zizi Roberts
Kolubah "Zizi" Roberts (Monrovia, 19 de julho de 1979) é um ex-futebolista profissional liberiano que atuava como atacante.

## Carreira
Zizi Roberts representou o elenco da Seleção Liberiana de Futebol no Campeonato Africano das Nações de 2002.